# Búmeran imperial
El búmeran imperial es una tesis que planteada y desarrollada por Aimé Césaire en la que aquellos gobiernos que desarrollan técnicas represivas para controlar territorios coloniales eventualmente terminarán desplegando esas mismas técnicas a nivel interno contra sus propios ciudadanos.

## Origen
El concepto fue desarrollado por la historiadora Hannah Arendt en Los orígenes del totalitarismo y Aimé Césaire y en El discurso sobre el colonialismo, en ambos libros se usó el término para explicar los orígenes del fascismo europeo en la primera mitad del siglo XX. Según ambos escritores, los métodos utilizados por Adolf Hitler y el Partido Nazi no fueron inusuales desde una perspectiva global ya que las potencias coloniales europeas llevaban décadas matando a millones de personas en todo el mundo como parte del proceso de colonización. Por lo contrario, fueron inusuales al aplicarse a los mismos europeos dentro de Europa, en lugar de las poblaciones colonizadas en el sur global.
En su libro, Los orígenes del totalitarismo, Arendt cataloga a los regímenes soviético y nazi así como las colonias europeas en África y Asia, como la subsiguiente transformación. Arendt también analiza el Paneslavismo Ruso como una nueva etapa en el desarrollo del racismo y el totalitarismo. Su análisis fue posteriormente continuado por el también historiador Alexander Etkind en su libro "La colonización interna: la experiencia imperial de Rusia".

### Asociación con Foucault
Durante su conferencia de 1976 La sociedad debe ser defendida, Michel Foucault profundizó en estos conceptos. De acuerdo con él:
Si bien la colonización, con sus técnicas y sus armas políticas y jurídicas, obviamente exportó modelos europeos a otros continentes, también tuvo un considerable efecto boomerang sobre los mecanismos de poder en Occidente, y sobre los aparatos, las instituciones y técnicas del uso de la fuerza. Se trajo de vuelta a Occidente una serie de modelos coloniales, dando como resultado que Occidente pudiera practicar algo parecido a una colonización, o a un colonialismo interno, aplicado contra sí mismo.

## Uso
El boomerang de Foucault ha sido citado para darle explicación al fenómeno de la militarización de la policía y su despliegue en respuesta a protestas políticas en los grandes espacios urbanos.  Tal despliegue y uso de la fuerza también se ha proliferado en el resto del mundo. Cabe destacar que la globalización de la policía militarizada sigue siendo un elemento crucial de la política exterior contemporánea de las potencias coloniales de occidente como Estados Unidos, cuya historia de los primeros experimentos en el desarrollo de aparatos estatales coercitivos integrales y técnicas de contrainsurgencia comienza durante la colonización estadounidense de Filipinas.

## Otras lecturas
- Go, Julian (2023). Policing Empires: Militarization, Race, and the Imperial Boomerang in Britain and the US (en inglés). Oxford University Press. ISBN 978-0-19-762165-3.

- Datos: Q104865128